# Parapercicola inflata
Parapercicola inflata – gatunek widłonoga z rodziny Chondracanthidae. Nazwa naukowa tego gatunku skorupiaków została opublikowana w 2013 roku przez biologów Ju-shey Ho, Ching-Long Lin i Wei-Cheng Liu